# 清原道壽
清原 道壽（清原 道寿、きよはら みちひさ、1910年7月18日 - 2002年6月18日）は、日本の技術科教員、教育学者。東京工業大学名誉教授。

## 経歴
福岡県生まれ。1935年東京帝国大学文学部教育学科卒、滝野川区（現北区）立滝野川東高等小学校教師となり工業技術を教える。1943年治安維持法違反で逮捕投獄され、敗戦後45年釈放。目黒区立第六中学校で職業（技術科）を教える。1949年職業教育研究会（のちの産業教育研究連盟）を設立、代表。國學院大學教授、東京工業大学教授。71年定年退官、名誉教授、大東文化大学教授。83-84年学長。

## 著書
- 『教育原理 産業教育の理解のために』立川図書 1953
- 『技術教育の原理と方法』国土社 1968
- 『昭和技術教育史』農山漁村文化協会 1998

### 共編著
- 『職業・家庭科指導細案 第1 職業篇』宮原誠一共著 牧書店 1952
- 『教育実践講座 第8巻 技術教育の実践 職業編』編 国土社 1958
- 『図解技術科全集』全9巻別巻 編 国土社 1965
- 『技術教育の学習心理』松崎巌共著 国土社 1966
- 『中学校技術教育法』北沢競共著 国土社 1971
- 『講座現代技術と教育 1 現代の技術社会と教育』麻生誠共編 開隆堂出版 1975

## 論文
- Cinii